# مروث حرجي
مروث حرجي (الاسم العلمي:Coprinus silvaticus) هو نوع من الفطريات يتبع جنس المروث من الفصيلة المروثية.